# Odin Romanus
Odin Romanus (* 21. Oktober 2001) ist ein schwedischer Schauspieler.

## Leben und Karriere
Romanus wurde am 21. Oktober 2001 geboren. Er besuchte die Södra Latins Gymnasium. Nach seinem Schulabschluss studierte er an der Hochschule für Musik und Theater der Universität Göteborg.
Sein Debüt gab er 2020 in der Fernsehserie Åreakuten. Anschließend war er 2021 in Drugdealer zu sehen. Im selben Jahr trat er in Dystopia auf. 2022 wurde er für den Film Stammisar gecastet. Außerdem spielte Romanus in Försvunna människor mit. Unter anderem bekam er eine Rolle in Limbo. 2023 setzte er seine Rolle in der Serie Thunder in My Heart fort.

## Filmografie
Filme
- 2022: Stammisar

Serien
- 2020: Åreakuten
- 2021: Drugdealer
- 2021: Dystopia
- 2022: Försvunna människor
- 2023: Limbo
- 2023: Thunder in My Heart